# 阿尔曼萨
阿尔曼萨，是西班牙卡斯蒂利亚-拉曼恰自治区阿尔瓦塞特省的一个市镇。总面积532km², 总人口25024人（2014年），人口密度44人/km²。